# Bajo Topulli
Bajo Topulli (1868 – 24 luglio 1930) è stato un patriota e insegnante albanese.

## Biografia
All'età di 11 anni Bajo Topulli venne mandato a studiare a Istanbul, dove fu influenzato dalle idee progressiste e patriottiche dei fratelli Frasheri, Sami e Naim, e da Jani Vretos. Loro gli consigliarono di trasferirsi a Salonicco, dove diede inizio ad una vasta attività di propaganda della lingua albanese, anche se non era semplice, essendo tra due fuochi, quello turco e quello greco.
Più tardi, nell'autunno del 1904, Bajo Topulli si trasferì a Bitola, dove diventò pedagogo e vicedirettore del ginnasio di Bitola. Insieme ad altre materie, iniziò ad insegnare la lingua albanese ai ragazzi delle scuole superiori e ad distribuire libri in albanese, anche se veniva sempre preso di mira da greci, serbi e turchi. Durante la sua permanenza a Bitola, istituì nel 1905 il "Comitato per la libertà di Albania", dove radunò attorno a sé numerosi patrioti albanesi. Nel primo articolo dell'atto di fondazione del "Comitato per la libertà di Albania" vi è scritto:
Pochi mesi dopo, sarebbe stato il primo volontario nel primo battaglione di liberazione, è per tale motivo venne chiamato "Garibaldi dell'Albania". I membri del Comitato avevano il compito di prepararsi ad attività armate contro l'Impero ottomano e Topulli fu inviato nelle regioni di Prespa e Korçë. Nel marzo 1906 alla sede dei Bektashi a Melçan lui e suo fratello Çerçiz fondarono la prima banda guerrigliera armata nazionalista albanese. La banda aveva il quartier generale nella regione di Kolonje e comprendeva molti dei suoi studenti di Monastir che avevano lasciato i loro studi e di alcuni contadini locali a combattere contro il dominio ottomano.
Dopo i suoi atti di ribellione contro gli occupatori greci nel sud dell'Albania e l'atto di vendetta per l'omicidio di Papa Kristo Negovani, Bajo Topulli dovette rifugiarsi a Sofia, in Bulgaria. A Sofia, fu accolto da un gruppo di albanesi capeggiato da Shahin Kolonjë. In Bulgaria venne avvolto da un fervore patriottico albanese molto intenso, grazie all'incontro con personaggi noti, tra cui Mihal Grameno (cronista delle battaglie). Le gesta di Bajo Topulli influenzarono la formazione e le idee del fratello minore Çerçiz Topulli.
Bajo fece un lungo viaggio nelle più importanti capitali dell'Europa e negli Stati Uniti d'America (dove venne accompagnato da Fan Noli) per trovare supporto alla questione albanese. Prese parte al Congresso di Monastir e fu eletto alla "Commissione ristretta per l'alfabeto", dove rimase per 11 anni. A questa Commissione tra gli altri facevano parte del Padre Fishta, Dom Mjeda, Mit'hat Frasheri, Sotir Peci, etc. Bajo Topulli sosteneva che era necessario utilizzare i carattere dell'alfabeto latino nella lingua albanese. Questo suo pensiero venne ritenuto valido dalla "Commissione ristretta per l'alfabeto" che decise di adottare le lettere latine. A seguito di questa decisione vennero aperte scuole e club di lingua albanese ovunque vi fossero albanesi.
Dopo la Dichiarazione di Indipendenza dell'Albania avvenuta nel 1912 Bajo Topulli visse e lavorò in Turchia, dove ricoprì posizioni di rilievo ai tempi di Mustafa Qemal Ataturk. Secondo quanto riferito, fu nominato ministro e prefetto. Nel 1925 tornò a Gjirokastra. Alcuni cittadini di Argirocastro lo candidarono a sindaco, sebbene Bajo, già malato, non volesse una cosa del genere. Nonostante la breve campagna elettorale, Bajo Topulli venne eletto sindaco, e mantenne tale carica per tre anni. Durante il suo mandato intraprese una serie di riforme, tra cui: l'accoglienza delle persone negli uffici comunali, la pulizia della città, il controllo dei mercati, il controllo degli alimenti, l'illuminazione, il controllo dell'ordine pubblico, lo sviluppo del sostegno familiare, l'assistenza sociale, l'istruzione scolastica, la registrazione presso il Comune di tutti i bambini, l'abolizione del burqa per le donne, l'annuncio ufficiale della festività domenicale, ecc. Divenne anche l'iniziatore della fondazione della prima società commerciale in Albania, che fu chiamata "Dele", con a capo il segretario Hasan Dosti.
Gravemente malato, Bajo Topulli morì il 24 luglio 1930, nella casa di suo fratello a Saranda. Fu organizzata una grande cerimonia d'addio da Saranda a Gjirokastra. "Nel nome della giovinezza venite a dare a Bajo Topulli l'ultimo addio. Non lo seppelliremo con le lacrime perché, oggi non è un giorno di lutto. Lo seppelliremo come uomini. Come dice il grande Leonardo da Vinci: "Se un uomo gode il tramonto di sera dopo una giornata piena di lavoro, così la morte è la felicità, alla fine della vita, dopo una vita ben usare", così anche tu, spirito generoso, che hai trascorso l'intera vita per questa Albania e ora, sei un nuovo eroe e dormirai su questa terra che hai amato in tutta la tua vita più di te stesso ". Così si espresse Eqerem Çabej nel discorso alle esequie di Bajo Topulli.